# Häuser in Pompeji
Häuser in Pompeji war ein Projekt des Deutschen Archäologischen Instituts, das sich zur Aufgabe gestellt hatte, ausgewählte Wohnbauten in Pompeji, in besonderem Hinblick auf die Wandmalereien und die Dekorationen zu dokumentieren. Die Ergebnisse wurden in reich mit Zeichnungen und Fotos ausgestatteten Bänden publiziert. Initiator und Herausgeber des Projekts war Volker Michael Strocka.
Publiziert wurden folgende Bände:
1. Volker Michael Strocka: Casa del Principe di Napoli, 1984
2. Wolfgang Ehrhardt: Casa dell’Orso, 1988
3. Dorothea Michel: Casa dei Cei, 1990
4. Volker Michael Strocka: Casa del Labirinto, 1991
5. Florian Seiler: Casa degli Amorini dorati, 1992
6. Klaus Stemmer: Casa dell’Ara massima, 1992
7. Margareta Staub Gierow: Casa del Granduca und Casa dei Capitelli Figurati, 1994
8. Thomas Fröhlich: Casa della Fontana Piccola, 1997
9. Wolfgang Ehrhardt: Casa di Paquius Proculus, 1998
10. Margareta Staub Gierow: Casa della Parete Nera. Casa delle Forme di creta, 2000
11. Penelope M. Allison, Frank B. Sear: Casa della Caccia antica, 2002
12. Wolfgang Ehrhardt: Casa delle Nozze d’Argento, 2004